# Leichtathletik-Halleneuropameisterschaften 2019/Teilnehmer (Schweiz)
| Gelbes Symbol für Goldmedaillen mit stilisierten Olympischen Ringen | Graues Symbol für Silbermedaillen mit stilisierten Olympischen Ringen | Braundes Symbol für Bronzemedaillen mit stilisierten Olympischen Ringen |
| ------------------------------------------------------------------- | --------------------------------------------------------------------- | ----------------------------------------------------------------------- |
| 1                                                                   | —                                                                     | —                                                                       |

Aus der Schweiz starteten zwölf Athletinnen und fünf Athleten bei den Leichtathletik-Halleneuropameisterschaften 2019 in Glasgow, die eine Goldmedaille errangen sowie eine Europäische Jahresbestleistung gefolgt von einer Weltjahresbestleistung aufstellten. Es war die bis dato größte Equipe, die der Schweizer Leichtathletikverband Swiss Athletics zu einer Halleneuropameisterschaft entsandte.
Zum Zeitpunkt der Selektion war Delia Sclabas sowohl für die 800 als auch die 1500 m gemeldet, aber noch nicht entschieden, über welche Distanz sie letztendlich an den Start gehen würde. Jason Joseph, der zuvor den Schweizer Hallenrekord über 60 m Hürden auf 7,56 Sekunden verbessert hatte, verzichtete in Absprache mit seinem Team und Swiss Athletics auf die Teilnahme, um sich auf den Formaufbau für die Freiluftsaison zu konzentrieren, wo die Teilnahme an den U23-Europameisterschaften und den Weltmeisterschaften in Doha das Ziel waren. Die 800-m-Läuferin Lore Hoffmann musste wegen einer Knieverletzung auf die Hallen-EM verzichten. Nicht zur Selektion vorgeschlagen wurde Pascal Mancini, der die Norm über 60 m erfüllt hatte, aber Swiss Athletics wollte von einer Selektion absehen, solange das Disziplinarverfahren vor dem Verbandsschiedsgericht nicht abgeschlossen war.

## Ergebnisse

### Frauen

#### Laufdisziplinen
| Athletin | Disziplin         | Vorlauf     | Vorlauf | Halbfinale         | Halbfinale         | Finale             | Finale             |
| Athletin | Disziplin         | Zeit        | Platz   | Zeit               | Platz              | Zeit               | Platz              |
| --- | ----------------- | ----------- | ------- | ------------------ | ------------------ | ------------------ | ------------------ |
| Sarah Atcho                                                                                                 | 60 m              | 7,38 s      | 21      | 7,41 s             | 19                 | nicht qualifiziert | nicht qualifiziert |
| Ajla Del Ponte                                                                                              | 60 m              | 7,27 s      | 8       | 7,25 s             | 6                  | 7,30 s             | 8                  |
| Mujinga Kambundji                                                                                           | 60 m              | 7,31 s      | 12      | 7,22 s             | 4                  | 7,16 s             | 5                  |
| Yasmin Giger                                                                                                | 400 m             | 53,84 s     | 29      | nicht qualifiziert | nicht qualifiziert | nicht qualifiziert | nicht qualifiziert |
| Léa Sprunger                                                                                                | 400 m             | 52,46 s     | 1       | 51,90 s EL         | 1                  | 51,61 s WL         | Gold               |
| Selina Rutz-Büchel                                                                                          | 800 m             | 2:02,02 min | 1       | 2:02,98 min        | 5                  | nicht qualifiziert | nicht qualifiziert |
| Delia Sclabas                                                                                               | 800 m             | 2:06,07 min | 19      | nicht qualifiziert | nicht qualifiziert | nicht qualifiziert | nicht qualifiziert |
| Cornelia Halbheer, Léa Sprunger, Fanette Humair, Yasmin Giger nicht eingesetzt: Rachel Pellaud, Sarah Atcho | 4 × 400 m Staffel | –––         | –––     | –––                | –––                | 3:33,72 min        | 6                  |

#### Sprung/Wurf
| Athletin       | Disziplin      | Qualifikation | Qualifikation | Finale             | Finale             |
| Athletin       | Disziplin      | Höhe          | Platz         | Höhe               | Platz              |
| -------------- | -------------- | ------------- | ------------- | ------------------ | ------------------ |
| Salome Lang    | Hochsprung     | 1,85 m        | 20            | nicht qualifiziert | nicht qualifiziert |
| Angelica Moser | Stabhochsprung | 4,60 m        | 5             | 4,65 m PB          | 4                  |

### Männer

#### Laufdisziplinen
| Athlet            | Disziplin   | Vorlauf | Vorlauf | Halbfinale         | Halbfinale         | Finale             | Finale             |
| Athlet            | Disziplin   | Zeit    | Platz   | Zeit               | Platz              | Zeit               | Platz              |
| ----------------- | ----------- | ------- | ------- | ------------------ | ------------------ | ------------------ | ------------------ |
| Sylvain Chuard    | 60 m        | 6,78 s  | 24      | 6,82 s             | 22                 | nicht qualifiziert | nicht qualifiziert |
| Silvan Wicki      | 60 m        | 6,75 s  | 17      | 6,76 s             | 18                 | nicht qualifiziert | nicht qualifiziert |
| Ricky Petrucciani | 400 m       | 47,83 s | 16      | nicht qualifiziert | nicht qualifiziert | nicht qualifiziert | nicht qualifiziert |
| Tobias Furer      | 60 m Hürden | 7,90 s  | 18      | nicht qualifiziert | nicht qualifiziert | nicht qualifiziert | nicht qualifiziert |
| Brahian Peña      | 60 m Hürden | 7,93 s  | 22      | nicht qualifiziert | nicht qualifiziert | nicht qualifiziert | nicht qualifiziert |